# Koeleria
Koeleria là một chi thực vật có hoa trong họ Hòa thảo (Poaceae).

## Loài
Chi Koeleria gồm các loài: